# Nikola Stipić
Nikola Stipić (ur. 18 grudnia 1937 w Bihaciu) – były jugosłowiański piłkarz występujący podczas kariery zawodniczej na pozycji pomocnika w Crvenej zvezdzie Belgrad oraz w reprezentacji Jugosławii. Uczestnik Mistrzostw Świata 1962.
W reprezentacji zadebiutował 19 września 1962 roku w meczu z Etiopią (5:2). Było to jego jedyne spotkanie w narodowych barwach.